# Remeros del Nalón
El Club Deportivo Remeros del Nalón es un club deportivo de Soto del Barco (Asturias, España). Su especialidad deportiva es el remo. Las instalaciones del club se encuentran en el lugar de San Juan de la Arena, a orillas de la ría, o estuario, del río Nalón.

## Historia
Fundado en el año 1949, tuvo una trayectoria muy intensa y exitosa a lo largo de los años 50, en los que obtuvo numerosos triunfos en competiciones tanto regionales como nacionales en las tres especialidades del remo en banco fijo (bateles, trainerillas y traineras). Sin embargo en 1960 cesó prácticamente su actividad al retirarse los cinco remeros (Manuel Pulido, Óscar Álvarez, Gumersindo Areces, Genaro Fernández y Manuel García), que constituían el núcleo de máximo nivel de las tripulaciones del club
En 1994 Remeros del Nalón volvió a la actividad, dedicándose desde entonces preferentemente a las modalidades de remo en banco móvil.  En 2018 renovó los pasados éxitos al proclamarse Campeón de España de yolas.

## Palmarés
- Campeón de España de bateles, 1953
- Campeón de la Copa Nacional de Falanges del Mar de bateles, 1952,1953,1954
- Campeón de la Copa Del Generalísimo de traineras, 1955
- Campeón de España de yolas, 2018
- Subcampeón de España de bateles, 1960
- Subcampeón de España de trainerillas, 1950
- Subcampeón de España de traineras, 1951
- Subcampeón de la Copa Nacional de Falanges del Mar de bateles, 1956
- Bronce Campeonato de España de bateles, 1954
- Bronce Campeonato de España de traineras, 1952,1955
- Bronce Copa Nacional de Falanges del Mar de bateles, 1951